# 1999年の経済
1999年の経済（1999ねんのけいざい）では、1999年（平成11年）の経済分野に関する出来事について記述する。

## できごと

### 5月
- 改正電気事業法が成立。自由化の対象となる大口需要家が決まる。

### 6月
- 6月13日 - 新潟中央銀行、取締役全員の辞任を表明。
- 6月15日 - ナスダックを運営する全米証券業協会とソフトバンクが、日本でのナスダック開設を発表。